# Synflex Elektro
SynFlex Elektro GmbH ist ein deutsches Unternehmen und fertigt Wickel- und Isoliermaterialien für den Bau von Elektromotoren und Transformatoren. Das Unternehmen gehört zur HF Magnet Wire Industries GmbH.

## Unternehmen
Der Stammsitz von SynFlex befindet sich in Blomberg. Das Unternehmen wurde 1963 als Schwestergesellschaft des Produzenten Schwering & Hasse Elektrodraht GmbH in Lügde gegründet. 1998 zog das Unternehmen in das Logistikzentrum Blomberg. Drei deutsche Standorte, sechs Tochtergesellschaften in Europa und eine in Shanghai bilden das Produktions- und Vertriebsnetzwerk von SynFlex. Zudem gehört zu der Synflex-Group die Firma IsoTek in Möckmühl.
SynFlex produziert und vertreibt unter anderem:
- Kupfer- und Aluminiumlackdrähte
- Kupfer- und Aluminiumfolien
- Isolierstoffe wie Elektroklebebänder, Isolierschläuche, Imprägniermittel und Vergussmassen, Stanzteile und Zuschnitte, Wickelbänder
- Temperaturwächter
- GFK-Profile
- Spezialteile, Dienstleistungen und Zubehör (z. B. Trafoklemmen)

Das Unternehmen beschäftigt weltweit rund 300 Mitarbeiter, davon 120 in Blomberg. Der konsolidierte Umsatz im Geschäftsjahr 2015 betrug 130 Mio. Euro.

## Unternehmensgeschichte
1963 wurde die SynFlex Elektrovertrieb E. Hasse GmbH & Co. KG mit Sitz in Lügde gegründet. In den Folgejahren wurden Niederlassungen in Hamburg, München, Nürnberg, Offenburg, Essen, Berlin und Stuttgart aufgebaut. 1987 erfolge mit SynFlex Frankreich die Gründung der ersten Auslandsgesellschaft. Bis 1997 wurden weitere Gesellschaften in Dänemark, Polen, Österreich und Italien gegründet. Im Jahr 2007 wurde die erste SynFlex-Gesellschaft in Übersee mit der SynFlex China in Shanghai gegründet. Im Jahr 2014 wurde der Produktions- und Vertriebsstandort SynFlex Türkei in Istanbul gegründet.

## SynLab
An mehreren Standorten in Europa und Asien unterhält SynFlex Prüflabore für die Test- und Prüfungsanforderungen der Wickelindustrie. Unter dem Namen SynLab bieten diese Prüflabore elektrischen, mechanischen, thermischen und chemischen Prüfverfahren an, welche für die Hersteller von Transformatoren- und Elektromotoren benötigt werden.